# 미국-파키스탄 관계
미국과 파키스탄은 1947년 8월 15일, 독립 다음 날 미국이 파키스탄을 최초로 인정한 국가 중 하나가 되면서 관계를 수립했다.
양국 관계는 긴밀한 공조와 깊은 양자 간 소원함으로 특징지어지는 "롤러코스터"로 묘사되어 왔다. 파키스탄 군부는 어려운 역사에도 불구하고 한때 미국의 지정학적 전략에서 중요한 위치를 차지했으며, 2002년부터 주요 비NATO 동맹국으로 활동해 왔다. 2021년 파키스탄의 아프가니스탄 평화 프로세스 참여와 탈레반의 아프가니스탄 점령 이후 상당수의 미국 정책 입안자들이 미국과 파키스탄의 관계를 재검토하고 있다. 동시에 미국과 인도의 전략적 융합은 파키스탄 외교에 더 큰 압박을 가하고 있다.

## 배경
냉전 (1945년~1991년) 기간 동안 파키스탄은 미국이 주도하는 서방권과 동맹을 맺고 소련이 주도하는 동구권에 맞서 싸웠다. 전자는 자본주의 경제 체제를, 후자는 사회주의를 옹호했다. 1958년 파키스탄 군사 쿠데타 이후 아유브 칸 대통령은 미국과 강력한 군사 동맹을 구축했다. 방글라데시 독립 전쟁과 1971년 인도-파키스탄 전쟁 동안 미국은 방글라데시와 인도 임시 정부에 맞서 파키스탄을 지원했다. 파키스탄의 패배 이후 반미 성향의 파키스탄 지도자 줄피카르 알리 부토는 소련과의 관계를 개선했다. 1977년 무함마드 지아울하크가 주도한 군사 쿠데타로 부토가 전복되었다. 1979년 소련의 아프가니스탄 침공 이후 파키스탄과 미국은 반공주의자 아프가니스탄 무자헤딘의 자금 지원과 자금 조달에 협력했고, 이후 제1차 아프가니스탄 내전에서도 협력했다. 미국은 1965년 이후 파키스탄이 전략적 이익을 준수하도록 여러 차례 제재를 가했으며, 파키스탄은 소말리아와 보스니아 전쟁에 미국과 함께 참여하려는 의지를 보여 관계가 개선되었다. 그러나 미국은 1998년 인도와 함께 다시 원조를 중단하고 제재를 가했지만 2001년 미국의 아프가니스탄 참전으로 다시 한 번 해제되었다. 아프가니스탄 전쟁에서 비상 작전, 불신, 양국의 상이한 우선순위와 관련된 요인들은 양측이 테러와의 전쟁에서 공통 목표를 달성하기 위한 서로의 전략을 비판하기 시작하면서 심각한 비판을 불러일으켰다. 미국은 탈레반을 포함한 비국가 행위자를 지원한 파키스탄 군부를 계속 비난하고 있다. 또한 양국의 드론 공격, 살라라에서의 우호적인 화재 사건, 라호르에서 스파이 체포와 관련된 사건 등은 관계를 더욱 복잡하게 만들었다.

## 군사 원조 및 교류
미국과 파키스탄 군부는 역사적으로 긴밀한 관계를 유지해 왔으며, 남아시아, 중앙아시아는 물론 동유럽을 아우르는 지역의 안보와 안정에 대한 공통된 이해관계를 반영하고 있다. 냉전 기간 동안 파키스탄은 미국과 긴밀한 안보 협력을 유지했지만, 2010년대 미국이 파키스탄에 대한 모든 군사 원조를 취소하면서 파키스탄은 점점 더 중국과의 군사 협력으로 눈을 돌리게 되었다.

## 문화적 영향
피자헛, KFC, 맥도날드와 같은 미국 기반 패스트푸드 체인점이 파키스탄에 진출했다. 마찬가지로 파키스탄 요리도 미국에 진출했다.